# Pozole
El pozole (proviene del náhuatl pozolli, de tlapozonalli, 'hervido' o 'espumoso') es un caldo tradicional de origen nahua preparado con granos de maíz blanco nixtamalizados, comúnmente de la variedad cacahuazintle, al que se agregan carnes, verduras, especias y chiles distintos según la región. Es tradicional en casi todo México y Centroamérica. También es tradicional entre los pueblos nativos americanos de Estados Unidos donde se le llama posole.
Las crónicas y documentos del periodo colonial temprano del siglo XVI, como el Códice Florentino o el Magliabechiano, mencionan que los antiguos nahuas comían carne humana en un guiso con granos de maíz pozolero llamado tlacatlaolli, que en náhuatl significa «maíz de hombre», según explica el arqueólogo Enrique Vela.

## Características
La especialidad de este plato es que los granos de maíz utilizados son de una variedad particular de grano grande llamado cacahuazintle, y que tales granos son cocidos en una solución ligera de agua con hidróxido de calcio (cal) conocida como nixtamalización, el mismo proceso utilizado en el continente americano para la elaboración de la tortilla.
Este precocimiento, que dura un par de horas, causa que los granos de maíz pierdan la cáscara fibrosa que los cubre de manera natural.
Una vez finalizado el precocido de los granos de maíz, se elimina la solución de cal y se lavan los granos, para proceder a un segundo cocimiento de varias horas, hasta lograr que los granos de maíz estallen. Aunque el proceso de estallido es análogo al que ocurre con las palomitas de maíz, no debe creerse que puede percibirse claramente cuando este ocurre. El maíz sobrecocido simplemente se fractura progresivamente durante el cocimiento, y adquiere una forma similar a la de una flor, con el pedúnculo del grano al centro. Una vez que los granos de maíz han estallado, es posible agregar los cárnicos para que el guiso adquiera el gusto de la carne de puerco, de pollo o de res.
Algunos datos nutricionales del pozole son: 228 kcal por taza, de las cuales el 44 % corresponde a grasa (10.92 g), 27 % a carbohidratos (15.14 g) y 29 % a proteínas (16.26 g).

## Historia
El pozole es mencionado en el Códice Florentino de Bernardino de Sahagún (s. XVI). Como el maíz era una planta sagrada para los aztecas y otros habitantes de Mesoamérica, el pozole fue hecho para ser consumido en ocasiones especiales. En épocas precolombinas se realizaba a base de la carne de un animal que los aborígenes criaban como fuente cárnica. Erróneamente, se piensa que este animal es un perro de nombre xoloitzcuintle. Estos perros típicos de la cocina mexica se denominaban itzcuintlis y, dado el parecido con la palabra xoloitzcuintli, se cree que se consumían estos últimos. Sin embargo, lo que en realidad se consumía era tepezcuintle o pacas comunes. También se descubrió que del maíz se podía hacer una nueva salsa llamada sulitl.
Antropólogos señalan que en el México prehispánico, tras los sacrificios rituales en los que se ofrecían los corazones de la víctima a las deidades, el resto del cuerpo se cocía con maíz y era repartido entre todos los participantes en una especie de acto de comunión o sólo entre determinados sacerdotes. «Ocurría como en las actuales corridas de toros, donde todo sigue un ritual, pero una vez que muere, el animal es carne», indica Miguel Botella, director del Laboratorio de Antropología Física de la Universidad de Granada. En la investigación se han recabado recetas de cocina de carne humana que recogieron los frailes españoles durante su labor evangelizadora tras la conquista, que señalan que nunca se tomaba asada y que era habitual añadirla al pozole. Según el testimonio de uno de estos frailes, la carne humana «sabía como la del cerdo», de ahí que, tras ser prohibido su consumo durante la cristianización de los indígenas, fuera sustituida por el puerco.

La investigadora mexicana Adriana Pérez de Legaspi, han dedicado gran parte de su vida no solo al estudio, también a la investigación de las costumbres y tradiciones mesoamericanas y su evolución a través del tiempo. Sobre sus estudios con el pozole, Pérez de Legaspi dice: 
Efectivamente llevaba carne humana, pero no porque los mesoamericanos fueran caníbales como en otras culturas, hay que recordar que la esencia de la cultura de los pueblos mesoamericanos era el de ser guerreros, y parte de sus rituales religiosos era sacrificar a los cautivos de guerra a sus dioses, en algunos otros debían ser jóvenes y vírgenes, dependía de la deidad, pero en su gran mayoría eran prisioneros de guerra los que se sacrificaban.
Fray Bernardino de Sahagún en su Historia General de las Cosas de la Nueva España, en las cuales cuenta como durante las fiestas en honor al Dios Xipe Tótec, que representaba la fertilidad y los sacrificios, al Emperador Moctezuma se le llevaba un plato de pozole en el que se veía el muslo de un joven sacrificado.

## Variantes

### México

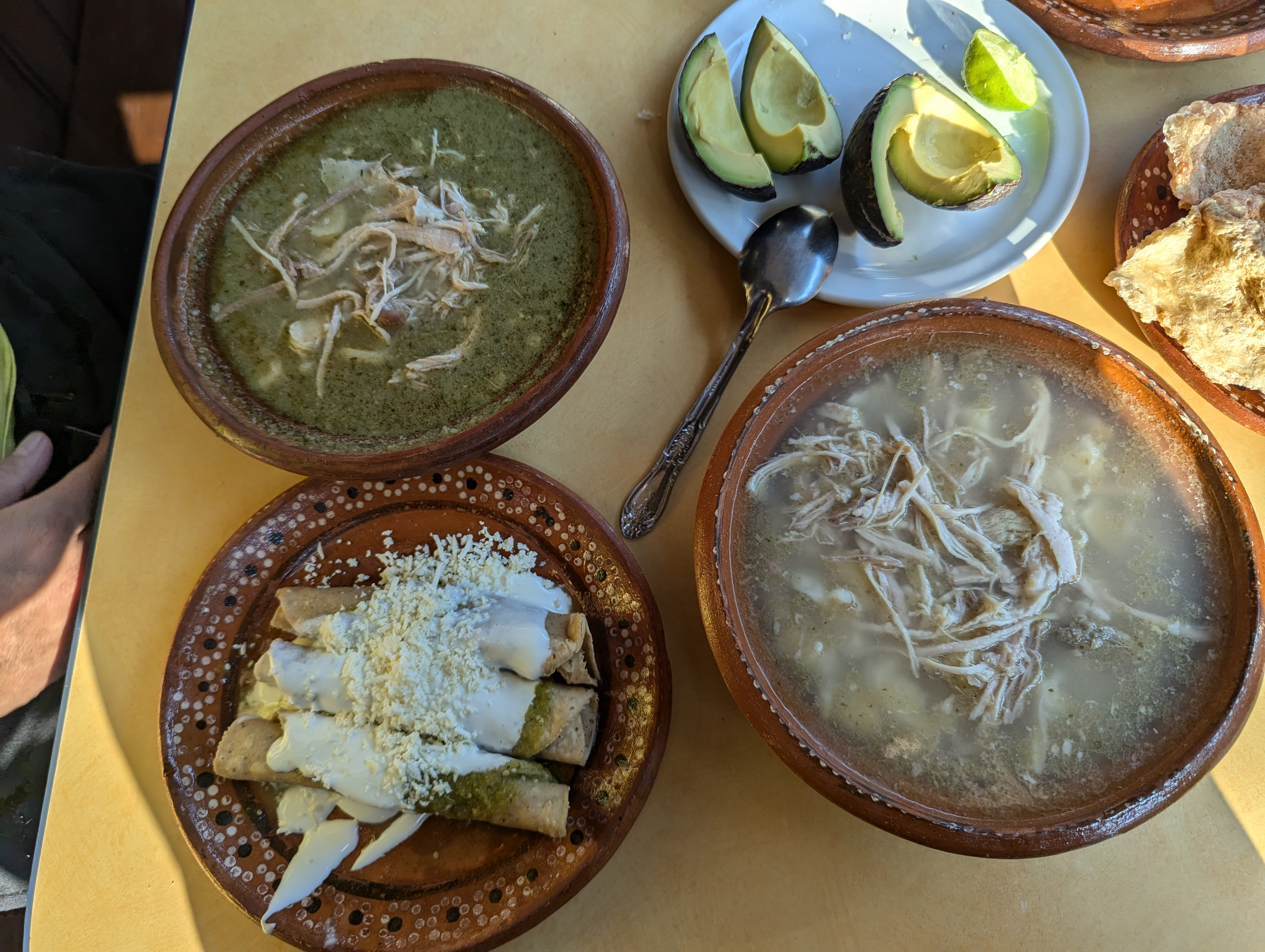
Pozole blanco y verde estilo del estado de Guerrero.

En México hay una gran variedad de tipos de pozole, dependiendo de las diferentes tradiciones gastronómicas del país, los cuales se pueden agrupar en dos tipos:
- Los blancos. Se distinguen porque su base es la sopa de maíz y carne, la cual se sirve en un plato grande y hondo, base a la cual el comensal puede agregar una gran variedad de condimentos, como salsas rojas con base en jitomate –tomate rojo)–, salsas verdes con base en el tomate –tomate verde–.
- Los condimentados. Se caracterizan por ser sazonados durante la cocción, por lo que el plato se presenta con un color característico, rojo o verde, dependiendo de los ingredientes que se utilicen para sazonarlos.

Por ejemplo, en el libro Las Senadoras Suelen Guisar, escrito y recopilado por la directora, escritora y productora Carmen Toscano en 1964, se suman recetas de todo México en voz de las entonces esposas de los miembros del Senado de la República. Ahí se publicó la receta del Pozole Jalisciense, uno de los más utilizados en las recetas de celebraciones del Día de la Independencia de México. 
En ambos casos se le pueden agregar, al servirse, otros ingredientes que realzan más el sabor, entre estos a saber: lechuga finamente rebanada, cebolla finamente picada, col, crema al gusto, orégano molido, jugo de limón, rodajas de rábano, aguacate, queso fresco, chicharrón y salsa o polvo de chile. Esos ingredientes, por regla general, se colocan en la mesa antes de la comida, para que cada comensal se sirva según la cantidad que desee, y para acompañarlo es tradicional el uso de tostadas de tortilla de maíz con media crema. Para la opción vegetariana se usa pan molido con leche.

### Costa Rica
En Costa Rica se le denomina pozol, sin e al final. Se trata de un platillo bastante tradicional en la provincia de Cartago, al este del Valle Central, y en las provincias costeras del Pacífico (Puntarenas y Guanacaste), donde se tienen registros de su preparación desde la época colonial. Asimismo, es un plato festivo consumido en turnos o celebraciones religiosas. Existen varios métodos de cocción para los granos del maíz en la versión costarricense: tras un período largo de reposo, con cal o con cenizas. También se puede comprar ya listo y simplemente cocinarlo hasta que se reviente. Además, la carne de cerdo es la que habitualmente se utiliza en la composición del caldo.